# Antonio Ciccarelli
Antonio Ciccarelli (partizansko ime Anton), italijanski zdravnik, general vojnega letalstva, * 6. julij 1914, Novara, † 1998.

## Življenje in delo
Ljudsko in srednjo šolo je obiskoval v Gorici. Po očetovi upokojitvi, ki je bil načelnik železniške postaje v Gorici se je preselil v Neapelj. Tu je končal vojaški klasični licej in diplomiral na medicinski fakulteti.
Po končanem študiju je bil vpoklican v italijansko vojsko. Leta 1941 je kot zdravnik poročnik sodeloval na albansko-grški fronti in bil avgusta 1942 premeščen na Kreto k vojnemu letalstvu, ter 1. marca 1943 postal vodja zdravstvene službe na goriškem letališču.
Po italijanski kapitulaciji septembra 1943 se je pridružil slovenskim partizanom. Tu je spoznal partizanskega zdravnika dr. Aleksandra Galo in se vključil v njegovo partizansko bolnišnico pri Vogrskem. Kasneje se je preselil v Čekovnik, kjer je dr. Gala ustanovil Centralno vojno bolnico III. primorske operativne cone, pozneje bolj znano kot Slovenska vojna partizanska bolnica Pavla. Tu je ostal do prihoda dr. Pavle Jerina, ki je prevzela vodstvo bolnice, sam pa je odšel na oddelek bolnišnice »SVPB Pavle« v Jagršče. Od 1. aprila 1944 do 19. januarja je vodil bilnišnici »SVPB Pokljuka« in »SVPB Stol« na Gorenjskem, ki sta bili nekaj časa pod upravo bolnice Franja. Od 20. januarja 1945 do osvoboditve je bil vodja sanitetne službe v diviziji Garibaldi Natisone.
Po demobilizaciji iz partizanske vojske se je vključil v prenovljeno italijansko vojno letalstvo, postal načelnik sanitete vojnega letalstva ter napredoval do čina generalporočnika (ital. tenente generale;  sedaj korpusni general). Večkrat je obiskal Slovenijo. Po upokojitvi je živel v Giuglianu pri Neaplju.